# 우산초등학교 (강원)
우산초등학교는 대한민국 강원특별자치도 원주시에 있는 초등학교다.

## 학교 연혁
- 1972.08.01 우산국민학교 설립인가
- 1973.10.02 우산국민학교 개교(11학급)
- 1981.03.01 우산국민학교 병설유치원 설립인가
- 1996.03.01 우산초등학교 명칭 변경
- 1997.03.01 우산초등학교 특수학급 1학급 설립인가
- 2001.05.30 제30회 전국소년체육대회 배드민턴 우승
- 2014.03.01 제16대 이천규교장 부임
- 2015.02.13 제42회 졸업식(졸업생 총 7,593명)
- 2015.03.01 16학급 편성(특수학급 1 포함)